# San Francisco de Becerra
San Francisco de Becerra é uma cidade hondurenha do departamento de Olancho.